# Lecointea amazonica
La costilla danto (Lecointea amazonica) es una especie de planta con flor, leguminosa en la familia de las Fabaceae.
Es endémica de México, América Central, norte de Sudamérica. Está amenazada por pérdida de hábitat. Es un árbol de clima muy húmedo, entre 0 y 1000 m s. n. m. . 

## Descripción
Alcanza 20 a 40 m de altura; tronco conspicuamente acanalado; hojas simples, alternas, elípticas, de 5-21 cm × 1,2-9 cm, abrupto-acuminadas, y margen distal aserrado o crenado, glabras. Inflorescencias en racimos de 1 a 5 por axila, de 3-8 cm de largo, flores blancas, de 4-6 mm de largo. Fruto subgloboso, de 3-5 cm de diámetro, drupáceo,  aplanado lateralmente, al madurar pasa a amarillo, con 1 semilla de 2-3,5 cm de largo.

## Usos
Madera para herramientas de mano; construcción (horcones de cubiertas de ranchos); artesanías. 

## Fuente
- USDA, ARS, National Genetic Resources Program. GRIN. National Germplasm Resources Laboratory, Beltsville, Maryland. http://www.ars-grin.gov/cgi-bin/npgs/html/taxon.pl?436587 (enlace roto disponible en Internet Archive; véase el historial, la primera versión y la última). (22 feb 2008)